# Graphium auriger
Graphium auriger är en fjärilsart som först beskrevs av Butler 1876.  Graphium auriger ingår i släktet Graphium och familjen riddarfjärilar. Inga underarter finns listade i Catalogue of Life.

## Bildgalleri

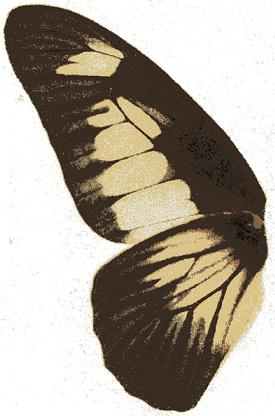
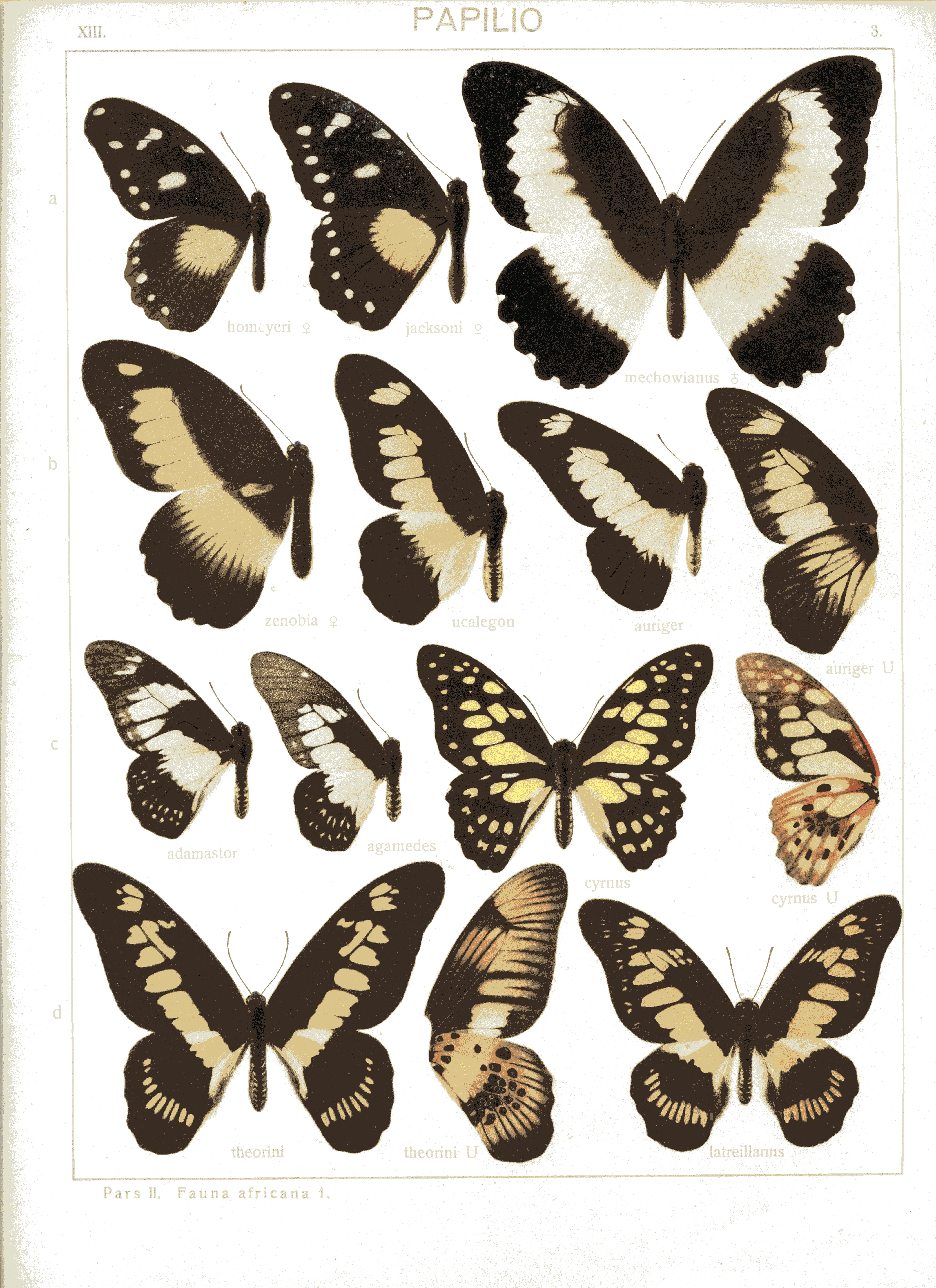